# Al-Kirmani

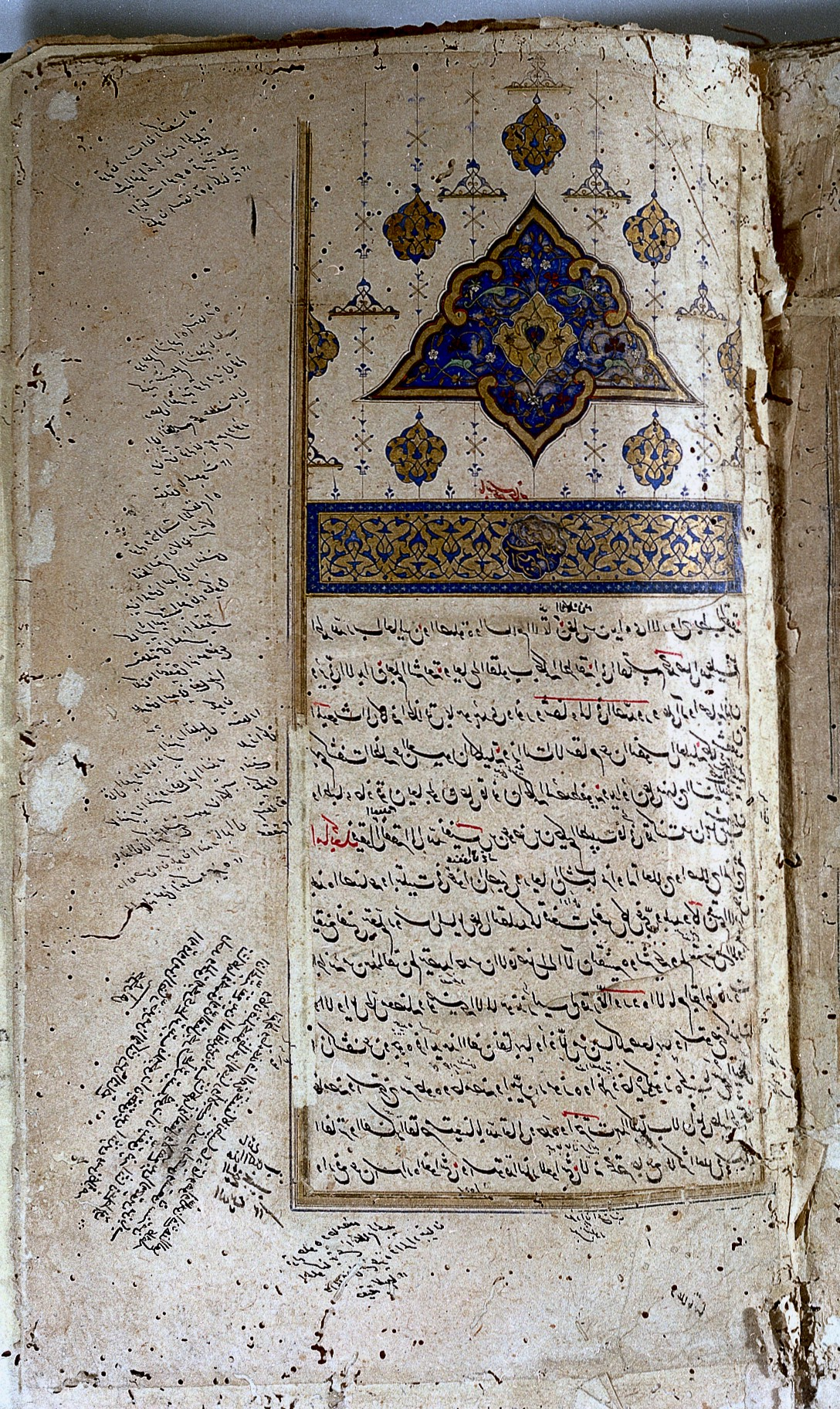
Commentario di A il-Kirmani in Causas y síntomas.

Abu l-Hakam Amr ibn Abd al-Rahman ibn Ahmad ibn Ali al-Kirmani (Cordova, 970 – Saragozza, 1066) è stato un matematico, filosofo e medico arabo che fu al servizio di tre dei re della taifa di Saragozza nella seconda metà dell'XI secolo, al-Muqtadir, al-Mutamán e al-Musta'in II, dei quali fu gran visir.

## Biografia
Trasmise importanti saperi della cultura orientale a al-Ándalus, dopo aver viaggiato nelle principali città dell'oriente arabo per studiare matematica, medicina e filosofia. Da un secondo viaggio, a differenza delle missioni precedenti, non solo introdusse questi tradizionali saperi scientifici (medicina, matematiche, astronomia), anche filosofici e letterari, con l'introduzione del neoplatonismo.
Alla fine del suo viaggio in oriente tornò alla corte di Saragozza, quando al-Ándalus era divisa in regni o taifa dopo la crisi del Califfato di Cordova. I monarchi musulmani saragozzani dell'XI secolo crearono un'importante atmosfera scientifica e culturale, tanto che la taifa di Saragozza era divenuta un rifugio per filosofi e scienziati che fuggivano dalla guerra civile del sud della penisola. Questo è dimostrato dai tanti intellettuali che accorsero alla corte, dal grande poeta neoclassico Ibn Darray, già nel 1018 accolto da Mundir I, fino a filosofi come Ibn Gabirol.
Introdusse delle idee matematiche della scuola masarrí, diffuse nell'Enciclopedia dei Fratelli della Pureza (Ikhwan a il-Safa), i cui articoli, influenzati da correnti neoplatoniche, avranno una grande importanza nella formazione filosofica degli intellettuali saragozzani posteriori all'XI secolo, e particolarmente in Avempace.
Come medico, ottenne fama per la sua abilità nella chirurgia, principalmente cauterizzazioni, amputazioni, sistemi di incisione, e ablazione e altre operazioni, che seguivano i metodi di Abulcasis.